# 25811 Richardteo
25811 Richardteo este un asteroid din centura principală de asteroizi.

## Descriere
25811 Richardteo este un asteroid din centura principală de asteroizi. A fost descoperit pe 26 februarie 2000 la Rock Finder de William Kwong Yu Yeung. Asteroidul prezintă o orbită caracterizată de o semiaxă mare de 2,93 ua, o excentricitate de 0,07 și o înclinație de 1,7° în raport cu ecliptica.